# STS-78
إس تي إس-78 (بالإنجليزية: STS-78)‏ الرحلة الثامنة والسبعون ضمن برنامج مكوك الفضاء لوكالة ناسا، والرحلة العشرون على متن مكوك الفضاء كولومبيا، انطلقت الرحلة في 20 يونيو 1996 من مركز كينيدي للفضاء ، وهبطت بتاريخ 7 يوليو في مركز كينيدي للفضاء أيضاً، بعد ستة عشر يوماً وإحدى عشر ساعة مكثتها الرحلة في الفضاء، تم خلال الرحلة التحضير لمشروع محطة الفضاء الدولية، بلغ عدد الرواد المشاركين في الرحلة سبعة رواد من خمسة من الأمريكيين وفرنسي وكندي.